# Cantó de Condé-sur-l'Escaut
El cantó de Condé-sur-l'Escaut és una divisió administrativa francesa, situada al departament del Nord i la regió dels Alts de França.

## Composició
El cantó de Condé-sur-l'Escaut aplega les comunes següents :
- Condé-sur-l'Escaut
- Crespin
- Escautpont
- Fresnes-sur-Escaut
- Hergnies
- Odomez
- Saint-Aybert
- Thivencelle
- Vicq (Nord)
- Vieux-Condé

## Història
| Date d'elecció                        | Identitat            | Partit |
| ------------------------------------- | -------------------- | ------ |
| 2004-                                 | Serge Van Der Hoeven | PCF    |
| Les dades anteriors no són conegudes. |                      |        |
|                                       |                      |        |

## Demografia
| 1962 | 1968   | 1975   | 1982   | 1990   | 1999   | 2006   |
| ---- | ------ | ------ | ------ | ------ | ------ | ------ |
| -    | 52.623 | 51.235 | 49.366 | 46.150 | 44.582 | 44.738 |